# Marisol Guadalupe Romero
Marisol Guadalupe Romero nacida el 26 de enero de 1983, en la Ciudad de México, es una atleta de origen mexicana. Sus especialidades son el maratón, los 10000 metros y los 5000 metros.

## Trayectoria

### Juegos Centroamericanos y del Caribe
Romero ganó una medalla de oro en los Juegos Centroamericanos y del Caribe de Mayagüez 2010 en la prueba de maratón con un tiempo de 2 horas 44 minutos y 30 segundos.

### Juegos Panamericanos
En los Juegos Panamericanos de Guadalajara 2011 obtuvo dos medallas de oro ganando las pruebas de los 10000 metros y los 5000 metros con un tiempo de 34 minutos 7 segundos y 16 minutos 24 segundos respectivamente.